# 弘法寺 (瀬戸内市)

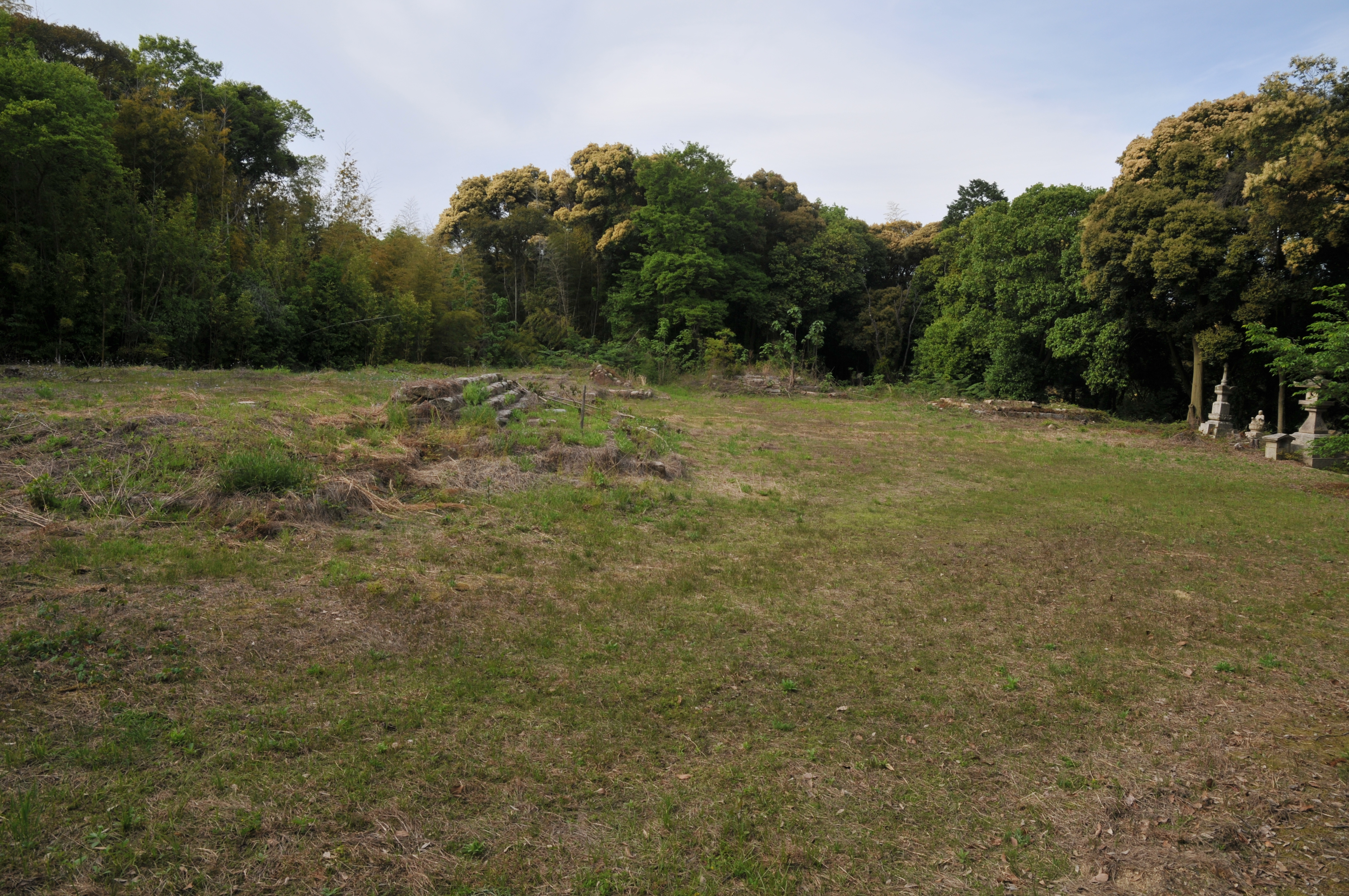
焼亡した伽藍跡

弘法寺（こうぼうじ）は岡山県瀬戸内市牛窓町に所在する寺院。宗派は高野山真言宗。山号は千手山（せんずさん）。本尊は千手観音であったが本堂の焼失により現在は遍明院が管理している。塔頭は遍明院と東壽院の2院が現存する。遍明院は山陽花の寺二十四か寺第十五番札所となっている。

## 概要
伝承によれば、天智天皇元年（662年）天智天皇の勅命により建立されたと言われる。その後、火災に遭い衰退していたが、天平年間（729年 - 749年）報恩大師が備前四十八ヶ寺の一つ報恩山興法寺として再建し48坊を擁したと言われている。平安時代初期の大同2年（807年）空海が方三丈の堂を建立し千手観音を安置して以後、千手山弘法寺と称するようになったと言われている。
鎌倉時代から南北朝時代にかけて最も隆盛した。朝廷の祈願所となっており、当寺院には後醍醐天皇の綸旨の写しがある。また、観応元年/正平5年（1350年）には足利尊氏が足利直冬討伐のために中国地方に遠征した際に当寺院で戦勝祈願した。その際の足利尊氏御教書（県指定重要文化財）が現存している。
桃山時代には当時の領主であった宇喜多秀家から寺領として110石の寄進を受けた。江戸時代になっても岡山藩主池田家の庇護を受けた。寛文5年（1665年）池田光政が寺院の淘汰を行った際に、天台宗から真言宗に改宗された。宝暦8年（1758年）の記録では15院3坊の塔頭があった。1875年（明治8年）に塔頭は4院に合併された。
本堂の周囲は度々落雷に見舞われ焼亡を繰り返した。1967年（昭和42年）本堂・普賢堂・鐘楼・多宝塔（1711年に建造、当時は岡山県指定重要文化財に指定）・坊舎など主要な建造物を焼失し、本堂の本尊厨子脇に安置されていた鎌倉時代の作と言われていた二十八部衆像も焼亡した。なお、本尊の千手観音は僧侶らの手によって持ち出された。常行堂・御影堂・一切経蔵・鎮守社は一段高いところにあるため類焼を免れ現存している。
1967年（昭和42年）の火災で塔頭の1つ善集院も類焼し廃院となり、現在の塔頭は2院のみとなっている。

## 塔頭・鎮守社

### 遍明院

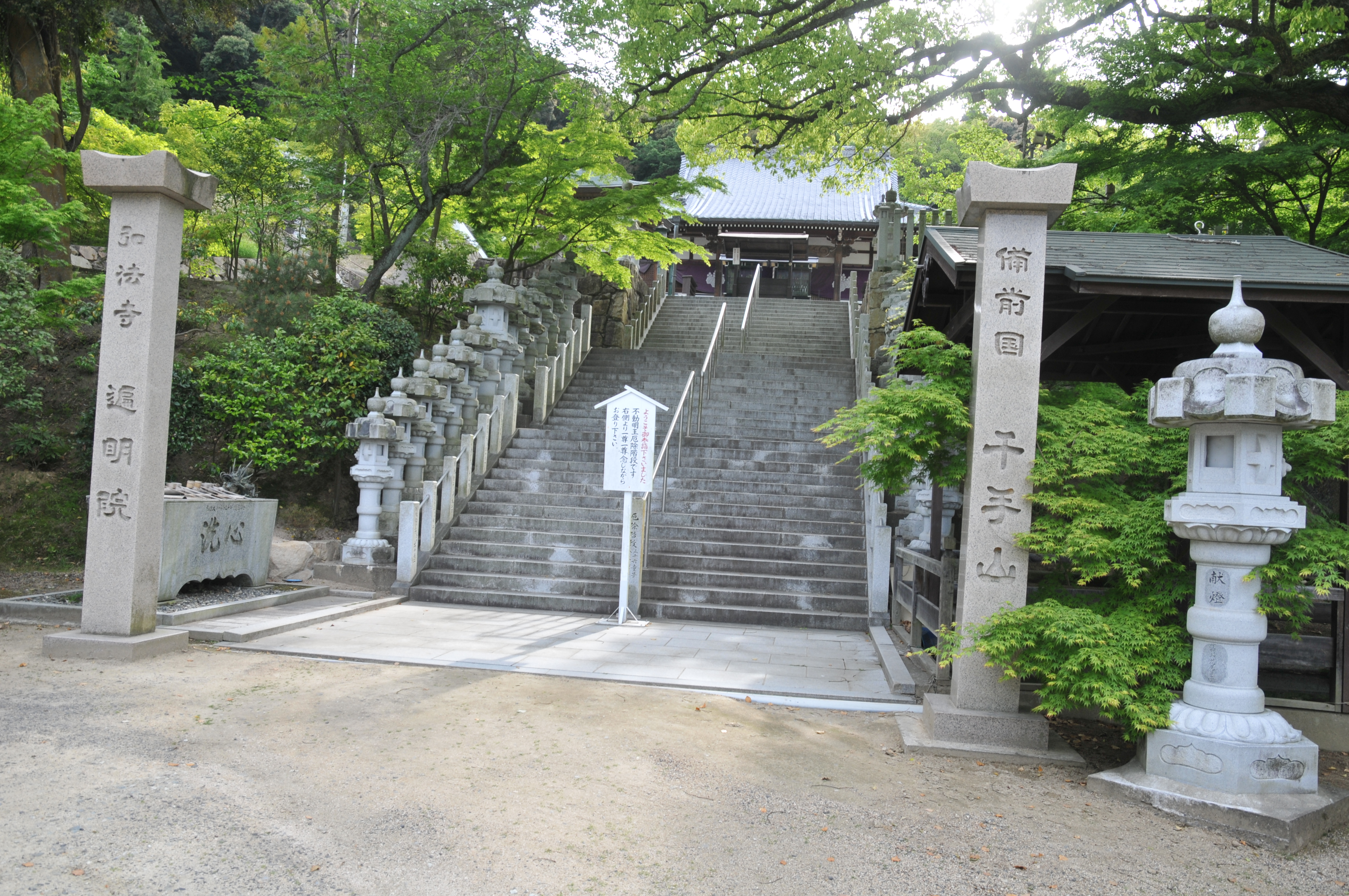
遍明院

本坊遍明院（ほんぼう へんみょういん）と称する。本尊は五智如来（国の重要文化財）と前仏不動明王。弘法寺の塔頭の中で以前より中心的役割を果たしてきた。山陽花の寺二十四か寺第十五番札所となっている。
御詠歌：わきて世に 誓もふかき 心かな たのむ千手の 山の月影（池田綱政/作）

### 東壽院

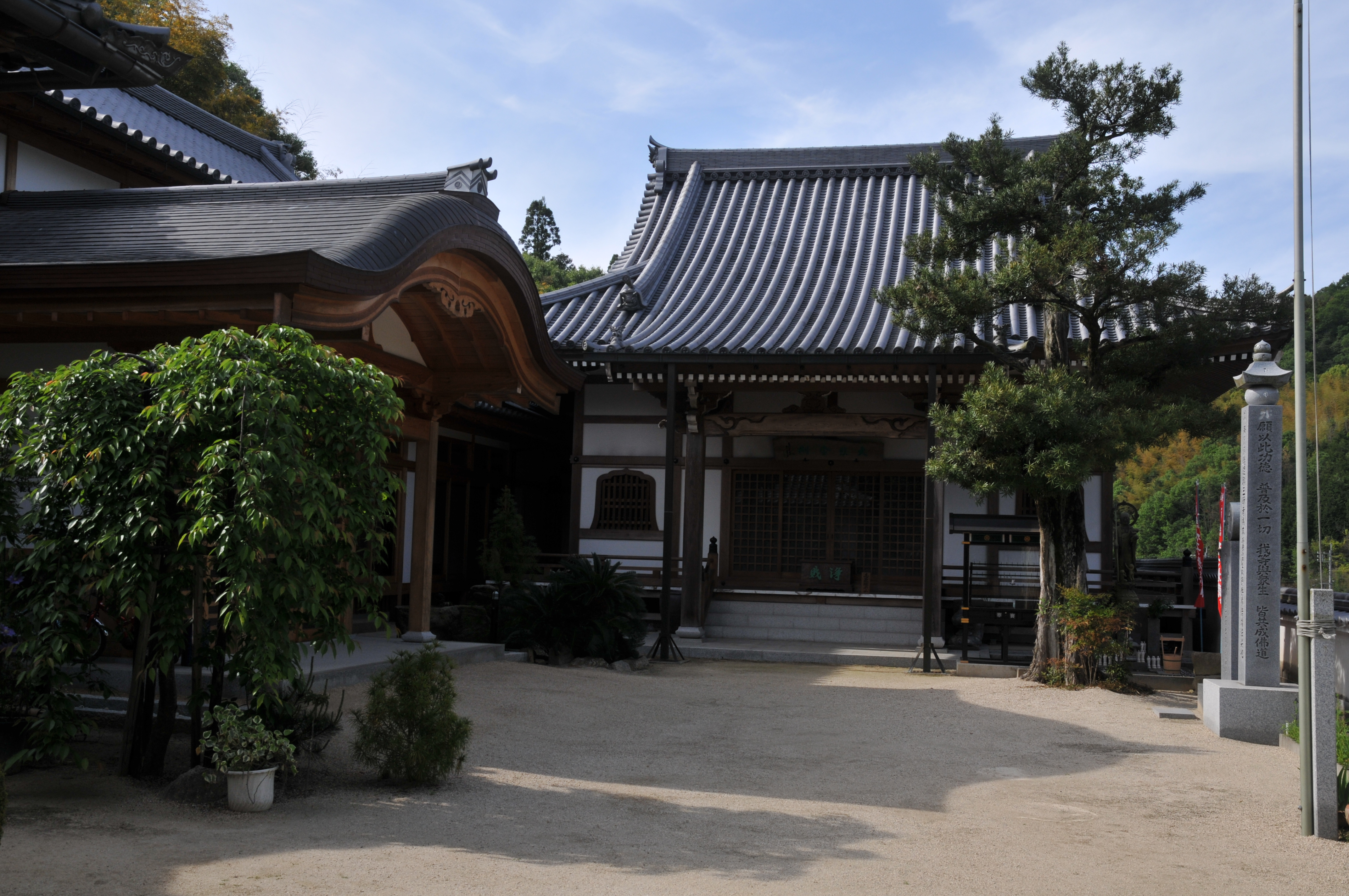
東壽院

東門坊東壽院（とうもんぼう とうじゅいん）と称する。本尊は阿弥陀如来（国の重要文化財）。岡山県道28号岡山牛窓線沿いにある。

### 山王社

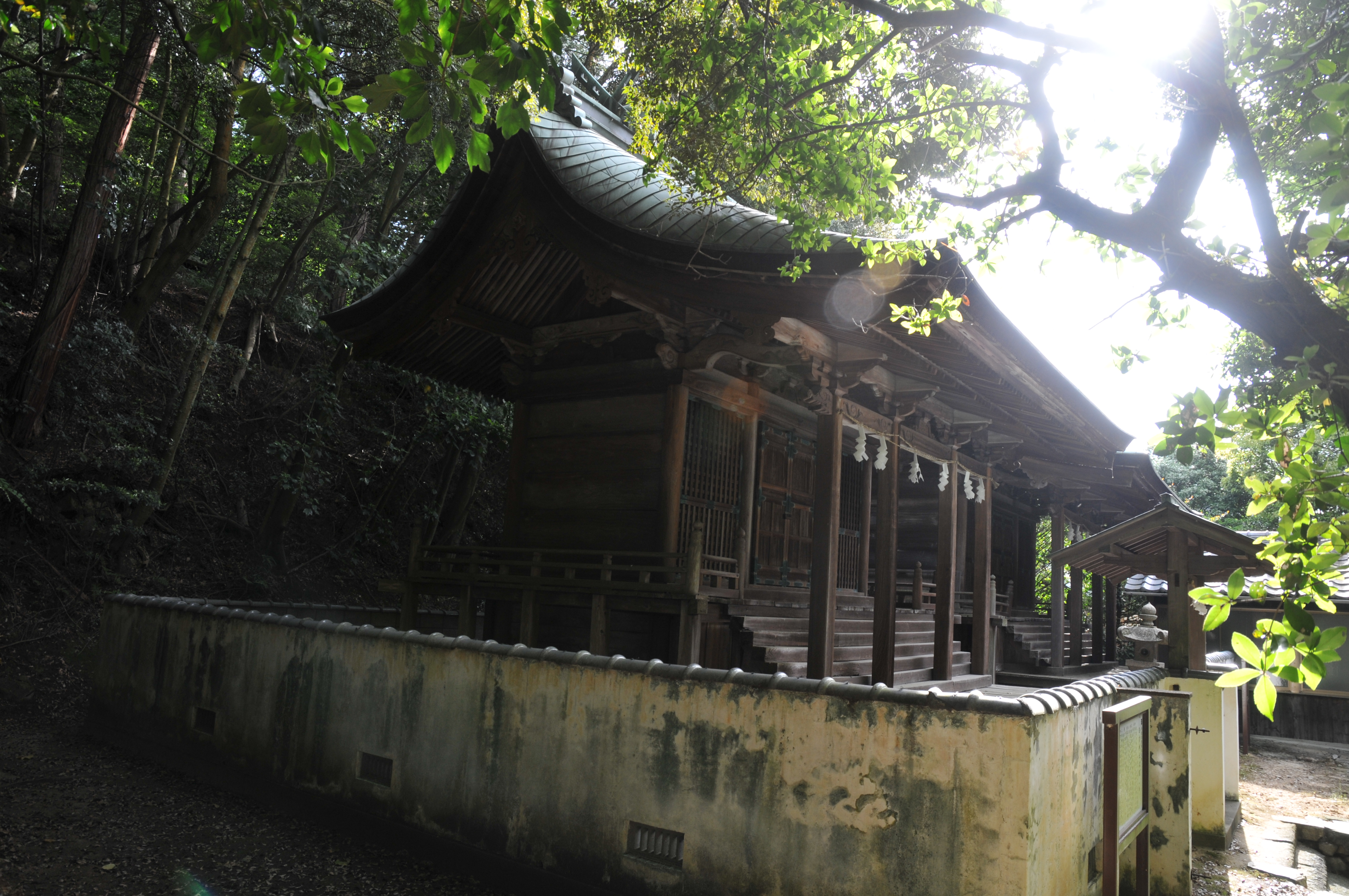
山王社

山王社（さんのうしゃ）は、当寺院の鎮守社として境内の南側に鎮座している。日吉神社（ひえじんじゃ）と千次神社（せんじじんじゃ）が並立している。岡山藩12代藩主池田章政の揮毫による「山王社」の扁額がある。

## 文化財
瀬戸内市「瀬戸内市の文化財」による

### 重要文化財（国指定）
木造五智如来坐像5駆
遍明院所蔵。金剛界大日如来を中心に、阿閦如来（東）、宝生如来（南）、阿弥陀如来（西）、不空成就如来（北）の四方仏を配した金剛界五仏が揃っている。ヒノキの寄木造り漆箔。平安時代後期・12世紀の作と推定されている。1917年（大正6年）8月13日指定。
木造阿弥陀如来立像 附 像内納入文書（承元五年覚勝造立夢想記1紙、阿弥陀経巻数一括、阿弥陀種子1紙）
東壽院所蔵。ヒノキの寄木造り。足裏のほぞに「巧匠法眼快慶 建暦元年三月二八日」の墨書があり、建暦元年（1211年）に快慶が造立したことが明らかである。また、本像の胎内から文書が数点見つかっている。1959年（昭和34年）6月27日指定。
絹本著色仏涅槃図
遍明院所蔵。鎌倉時代に描かれたと推定されている。『大般涅槃経』に説かれる釈迦涅槃前後の七事蹟が描かれている。1901年（明治34年）8月2日指定。
絹本著色阿弥陀二十五菩薩来迎図
遍明院所蔵。諸仏は立像で金泥で描かれている。1901年（明治34年）8月2日指定。
木造彩色菊牡丹透華鬘 附 黒漆箱
弘法寺所蔵。華鬘を収納する黒漆箱の底に康応元年（1389年）作製の銘がある。1969年（昭和44年）6月20日指定。
大薙刀 銘盛光 附 黒漆柄薙刀拵
遍明院所蔵。室町時代前期、備前盛光の作。1922年（大正11年）4月13日指定。
藍韋威肩白腹巻 附 咽輪2点
遍明院所蔵。鎧。黒漆塗りの鉄製と革製の小札（こざね）を交互に混ぜ、藍韋（あいかわ）と白韋で威している。1901年（明治34年）8月2日指定。

### 岡山県指定重要文化財
弘法寺山門
創建年代は不詳であるが、現在のものは享保8年（1723年）の建立。桁行7.74メートル（三間）、梁間4.65メートル（二間）、棟高12.65メートルの二重門。棟札から邑久郡山田村（現・瀬戸内市邑久町上山田）の尾形久兵衛が棟梁であったことが判明している。1995年（平成7年）4月7日指定。
被仏（かぶりぼとけ）
遍明院所蔵。寄木造。胎内は空洞で、踟供養で演者が被る。2000年（平成12年）3月28日指定。
行道面10面（ぎょうどうめん）
東壽院所蔵。踟供養で演者が被るお面。2000年（平成12年）3月28日指定。
磬（けい）
銅製。弘安8年（1285年）4月22日製作の銘がある。1959年（昭和34年）3月27日指定。
太鼓形酒筒（太鼓樽）
遍明院所蔵。ケヤキの一材作り。鎌倉時代から室町時代に作られたと推定される。1998年（平成10年）3月24日指定。
弘法寺文書135通
1959年（昭和34年）3月27日、「足利尊氏御教書」指定。2021年（令和3年）3月12日、134通を追加指定し、「弘法寺文書」に指定名称変更。
足利尊氏御教書 - 足利尊氏が備前国福岡（現・瀬戸内市長船町福岡）に滞陣し、観応元年（1350年）11月21日に凶徒（足利直冬）退治の祈祷を弘法寺に命じた文書。
踟供養（ねりくよう）
無形民俗文化財。毎年5月5日に開催される。當麻寺、誕生寺と共に日本三大踟供養の一つとされる。中将姫を極楽浄土に導く様を劇化している。1967年（昭和42年）の伽藍焼亡より途絶えていたが、1997年（平成9年）に復活した。1957年（昭和32年）5月13日指定。2016年（平成28年）3月2日、記録作成等の措置を講ずべき無形の民俗文化財に選択。

### 瀬戸内市指定重要文化財
常行堂
創建の年代は不詳であるが、現在のものは天明元年（1781年）の建造。正面7.74メートル（三間）、側面7.74メートル（三間）の重層。上層部に花頭窓がある。2004年（平成16年）11月1日指定。
日吉神社本殿
山王社にある。天明4年（1784年）岡山藩4代藩主池田宗政によって建立された。三間社流造り。2004年（平成16年）11月1日指定。
千次神社本殿
山王社にあり日吉神社本殿と並立している。天明4年（1784年）岡山藩4代藩主池田宗政によって建造された。三間社流造り。2004年（平成16年）11月1日指定。
阿弥陀如来坐像
常行堂の本尊。像高282cmの丈六仏である。製作年代は不明であるが現在の常行堂よりは古いものと推定されている。2004年（平成16年）11月1日指定。
十三仏図
遍明院所蔵。15世紀前半頃に描かれたと推定されている。2004年（平成16年）11月1日指定。
阿弥陀三尊来迎図
遍明院所蔵。紺の絹本に金色の阿弥陀如来が描かれている。2004年（平成16年）11月1日指定。
鼓胴
遍明院所蔵。花器。桐製と推定されており表面には漆が塗られている。本体に銘文があり安倍重行が永仁4年（1296年）7月13日に奉納したと書かれている。2004年（平成16年）11月1日指定。
菊花双雀鏡
遍明院所蔵。考古資料。報恩大師を葬った報恩山より出土と伝えられている。銅製の円鏡で平安時代後半の製作と推定されている。2004年（平成16年）11月1日指定。
報恩大師供養塚
史跡。延暦14年（795年）に死去したと言われる報恩大師の墓と伝えられており、弘法寺奥の院となっている。2004年（平成16年）11月1日指定。
繋馬図絵馬
有形民俗文化財。千次神社所蔵。寛政5年（1793年）に岡本豊彦が描いた。2004年（平成16年）11月1日指定。

## 前後の札所
山陽花の寺二十四か寺
14 福生寺西法院 -- 15 弘法寺遍明院 -- 16 餘慶寺